# 蛇咬傷
蛇咬傷（へびこうしょう）は、蛇に咬まれ傷を負うことであり、特に毒蛇によるものである。毒蛇による咬傷の一般的な症状はの牙による2つの穿刺傷である。ときにより毒牙から毒が注入されることがある。

## 症状
毒の強いヘビでは5-10分程度で死亡する事がある。
毒の弱いヘビでは、咬まれてから1時間ほどすると赤み、腫れ、激しい痛みが現れる。嘔吐、視力低下、手足の痺れ、発汗が診られることもある。咬傷のほとんどは手や腕が多い。咬まれてから恐れられる一般的な症状は頻脈と目眩などである。毒が原因で出血、腎不全、重度のアレルギー反応、咬まれた部分の細胞壊死や壊死による横紋筋融解症、呼吸困難を起こすことがある。
結果、咬まれたことで手足切断またはその他の慢性的な障害をもたらすことがある。症状や後遺症は蛇の種類、咬まれた箇所、注入された毒の量、そのヒトの健康状態による。成人より体の小さい子供が咬まれた場合のほうが重度なことがほとんどである。

## 要因
蛇は咬むことで獲物の確保と身の安全の確保の両方をしている。蛇に咬まれるリスク要因には外で手作業をする農業、林業、建設業などがあげられる。一般的な毒ヘビにはコブラ科(アマガサヘビ、コブラ、マンバ)、 クサリヘビ科などがあげられる。大体の蛇は毒をもっておらず獲物を絞め殺し捕まえる。毒蛇は南極を除くすべての大陸に生息する。咬み跡で蛇の種類を断定することはできない。世界保健機関は熱帯や亜熱帯の国々での蛇咬傷は蔑ろされている公衆保健問題であるとしている。

## 防護
蛇咬傷の防止は防護靴を履くこと、蛇の生息する地域を避けること、蛇を扱わないことである。治療は蛇の種類により変わる。咬傷を石鹸と水で洗浄し手足をしっかり押さえることである。口で毒を吸い取ろうとしたり、ナイフで切ったり、止血帯を使うことは勧められない。解毒剤は死亡の防止には効果的であるが、副作用がある。蛇の種類によって必要とされる解毒剤のタイプが変わる。咬んだ蛇の種類が分からない場合は、その土地に生息する種類の蛇の解毒剤が投与される。 世界の一部では正しい解毒剤のを入手することが難しく、よって解毒剤を投与しても効果がないこともしばしばある。さらに、解毒剤の値段も問題である。咬傷患部の解毒剤の効果は乏しい。人工呼吸が必要なこともある。

## 疫学
年間で発生する毒蛇による咬傷は多くて5,000,000件である。その結果、約2,500,00人が中毒になり、20,000人から125,000人が死亡している。発生する頻度や重度は世界各地域によって異なる。最も一般的に発生する地域は、アフリカ、アジア、中南米であり、農村地域はより影響が大きい。蛇咬傷による豪州、欧州、北米での死亡は稀である。例を挙げると、米国では年間約7,000人から8,000人(約1／40,000人)が年間に毒蛇に咬まれ,約5人(約1／65,000,000人)が死亡している。